# 파파 로치
파파로치(Papa Roach)는 미국의 하드 록 밴드이다. 그들은 백만 장 이상 팔린 메이저-레이블의 데뷔 앨범인 Infest (2000년) 을 통해 세 번 메인스트림에 들어갔다. 그들의 성공은 Lovehatetragedy (2002년), Getting Away with Murder (2004년) 등의 앨범으로 계속해서 이어졌다. 그들의 네 번째 정규 앨범인 The Paramour Sessions는 2006년 9월 12일에 발매되었고, 2009년 3월 26일 다섯 번째 앨범 Metamorphosis가 발매되었다. (한국에서는 4월 2일)

## 밴드 역사

### 초기 활동 시기
파파로치의 결성은 1993년 1월에 이루어졌으며, 베커빌 고등학교의 풋폴 경기장에서 자코비 샤딕스를 보컬로 하고, 데이브 버크너가 드럼을 맡아 시작했다. 나중에 마크 래비노비치(베이스 기타), 닥터 조그(트롬본)이 합류해 최초의 라인업이 완성되었다. 그들은 학교의 탤런트 쇼에 나가기로 결정하고, 지미 헨드릭스의 유명 곡인 "Fire"를 공연했다. 그들은 콘테스트에서 수상하지는 못했다.
밴드의 이름은 샤딕스의 의붓할아버지인 하워드 윌리엄 로치의 별명인 파파 로치(Papa Roach)를 딴 것이었다. 로치는 2006년에 자살했다. 파파로치는 앨범 The Paramour Sessions와 곡 "Roses On My Grave"에서의 라이브 퍼포먼스를 통해 그에게 경의를 표했다.
그들 근처의 반덴 고등학교의 제리 호튼(기타)이 벤 루터의 대체 멤버가 되었다. 제리는 파파로치의 팬이었던 그의 여자친구에 의해 그들에게 소개되었다. 이 시기에 파파 로치는 데이브의 창고에서 매일같이 연습하며 연주 일을 유지하려 노력하고 있었다.
1994년에, 파파로치는 7 트랙의 첫 EP 앨범인 Potatoes for Christmas를 녹음했다. 데이브 버크너는 시애틀에서 미술 공부를 하고 있었기 때문에 임시로 리안 브라운이 그 자리를 대신하고 있었다. 일년 후에 그들은 사운드 팜 스튜디오에서 Caca Bonita라는 제목의 2 트랙 프로모션을 녹음했다. 이 즈음에 데이브 버크너가 돌아왔다. 밴드를 계속 해나가기 위해, 교회 여름 캠프에서 열성적으로 참가했던 윌 제임스를, 그의 결석이 밴드의 여름 연습 및 공연에 지장이 되었기 때문에, 토빈 에스프런스로 교체했다. 에스프런스는 밴드의 지방 공연 매니저로 잠시 활동하고 있었기 때문에, 이 교체는 간단한 일이었다.
1997년에, 그들은 최초의 풀 앨범인 Old Friends from Young Years를 만들었다. 투어를 계속하면서 그들은 인큐버스(Incubus)나 파워맨 5000(Powerman 5000), 스놋(Snot), 파(Far), 스태틱 엑스(Static-X) 같은 밴드들을 지원했다.
1998년에는 5 트랙 EP 앨범 5 Tracks Deep를 발매했고 발매 첫달에 1,000 카피 이상이 팔려나갔다. 일년 후에 그들은 그들의 독립 발매를 마치게 한 EP 앨범인 Let 'Em Know를 발매했다. 이것은 그들 특유의 사운드를 부각시키며 파파로치의 밴드로서의 독자적 노력이 가장 많이 들어간 것으로 보였다. 이 성공으로 워너 브라더스의 관심을 끄는 데 성공해, 5 트랙의 프로모션/데모 CD를 만드는 데 투자를 받았다. 이 미발매 디스크에는 Infest, Last Resort, Broken Home, Dead Cell, She Loves Not 등의 곡이 들어 있으며 앞의 4개는 그들의 나중 앨범인 Infest에, 마지막 하나는 Lovehatetragedy에 수록되었다. 하지만 결국 워너 브라더스는 그들의 음악적 노력에 재능이 약간 부족해 보인다는 이유로 그들에게 사인을 보내진 않았다. 얼마 후 샤딕스는 드림웍스 레코드 사의 음반 녹음 계약을 요청하는 연락을 받았고, 파파로치는 메이저 레이블 데뷔 앨범인 Infest와 히트 싱글 "Last Resort"로 메인스트림에 진입하는 데 성공했다.

### 약진과 성공
1999년 10월에 드림웍스 레코드 사와 계약한 후 그들은 곧바로 스튜디오에서 앨범 Infest를 녹음했다. 이 앨범은 그들의 독립 앨범들에 사용되었던 예전 곡을 4곡 새로 녹음해 넣었고, 7곡은 새로 작곡해 넣었다. Infest는 2000년 3월 25일에 미국에서 발매되었고, 첫 주에 3만 카피를 판매했다. 데뷔 앨범과 함께, "Last Resort"의 뮤직 비디오도 녹화되었고, 반즈 워프드 투어를 통해 수많은 대형 순회 공연을 했다.
2000년 말에 그들은 영국에서 공연하며 그들의 인기가 세계적으로 얼마나 빨리 퍼져나가고 있는지 보여주었다. 2001년에는 오즈페스트에서 미국과 영국 양쪽 모두 메인 스테이지에서 공연했다.
세계적으로, 특히 미국과 영국, 일본 등에서 수많은 공연을 거친 후 파파로치는 두 번째 앨범 Lovehatetragedy를 녹음하기 위해 다시 스튜디오를 찾았다. 이 앨범은 2002년 6월 18일에 미국에서 발매되었고, Infest만큼 많이 팔리지는 않았지만 미국과 영국의 앨범 차트 순위에서 더 높이 올라가는 데는 성공했다. 이 앨범에서 그들의 사운드에 최초의 변화가 나타났다. 참고로Lovehatetragedy의 She loves me not은 NHL 2003에 수록되기도 하였다.
2003년 말에 그들은 세 번째 메이저 앨범을 녹했고, 이 앨범은 약간 망설이며 Dancing In the Ashes로 이름지어졌다가, 곧 Getting Away with Murder로 이름이 바뀌었다. 파파로치는 "Take Me", "Scars" 같은 곡들을 잘 알려진 프로듀서인 하워드 벤슨과 함께 작업했다. 일부 골수 팬들은 이전 앨범들에 비해 부드러워진 Getting Away with Murder의 사운드를 비판했다. 이런 반발들이 있었지만, Getting Away with Murder는 앨범의 두 번째 곡 "Scars"의 인기에 힘입어 Lovehatetragedy보다 많이 팔렸다. 현재 이 앨범은 백만 카피 이상이 팔려 플래티넘 인증을 받았다.
2005년의 대부분을 그들은 순회 공연으로 보냈다. 여기에는 미국 및 유럽 전국을 슬립낫이나 데드 포에틱, 트러스트 컴퍼니, 크로닉 퓨처, 스킨드레드, 31, 언리튼 로 등의 밴드와 함께 한 순회 공연도 포함되어 있다.

### The Paramour Sessions
2006년 9월 12일에 그들은 4번째 메이저-레이블 앨범인 The Paramour Sessions를 발배했다. 그들은 녹화 장소인 패러무어 맨션에서 앨범의 제목을 지었다. 그들은 (Getting Away with Murder를 녹음하는 동안) 하운디니 맨션에서 Vol. 3: (The Subliminal Verses)를 녹음하고 있던 슬립낫의 "앨범을 만드는 유일한 방법"이라는 말에 의해 이 맨션에서 앨범을 만든다는 아이디어를 떠올렸다. "To Be Loved"는 이 앨범의 첫 곡이었다. 이 앨범은 예전에 비해 좀 더 얼터너티브 록/팝 록에 기초했지만 Getting Away with Murder에서와 같은 부드러운 발라드 또한 포함하고 있었다. 이 앨범은 빌보드 차트에서 16위를 차지했지만, 총 판매량은 308,685 카피로 파파로치의 평소 판매량에 비해 실망스러운 수준이었다.
2006년 8월에 그들은 유럽 및 미국에서 순회 공연을 시작했다. 2006년 10월에 파파로치는 "차이니스 데모크라시" 투어 동안에 건즈 앤 로지즈와, 미국에서 데프톤스와 순회 공연을 했고, 결과는 성공적이었다. 그들은 또한 Hed Pe와 아이즈 셋 투 킬의 지포 핫 투어 동안에 특별 게스트 밴드였다.
2006년 10월 10일에는 현악 4중주 트리뷰트 앨범인 Perfect Murder: Strung Out on Papa Roach가 비타민 레코드 사에 의해 발매되었다.
파파로치는 원래 "Forever"나 "Scars", "Not Coming Home" 같은 곡들의 어쿠스틱 레코딩의 편집본을 발매할 계획이었다(3곡 모두 스코틀랜드에서 녹음되었다). "Not Coming Home"는 KROQ의 자선 크리스마스 앨범 Kevin and Bean's Super Christmas에 수록되었다. 어쿠스틱 편집본은 나중으로 미루어졌다. billboard.com과의 인터뷰에서 자코비 샤딕스는 그가 그의 팬들이 어쿠스틱 방향에 준비되어 있다고 생각하지 않는다고 이야기했다. 보관됨 2008-01-07 - 웨이백 머신
2007년 3월 25일에는 데이브 버크너가 밴드의 순회 공연에 참가하지 않았다. 그룹의 레코드 레이블은 "버크너는 개인적 사정으로 순회 공연에서 빠지게 됐습니다"라고 진술했다. 그는 나중에 그룹에 다시 참가할 것으로 생각된다. 자코비 샤딕스는 나중에 런치 라디오 네트웍스와의 인터뷰에서 다음과 같이 밝혔다. "데이브는 제정신이 아니어서요, 그의 행동을 뒷처리하고 갱생하러 갔습니다."("Dave, he went to rehab and went to go clean his act up 'cause he was out of his f***ing mind.") 언리튼 로의 드러머인 토니 팔레르모가 순회 공연 동안 드럼을 맡았다.
"Forever"는 The Paramour Sessions의 두 번째 곡으로 미국에서 큰 반향을 일으키고 있다. "Forever"가 라디오를 강타한 지 4개월 이상 후인 2007년 5월 23일에 그들은 로스앤젤레스에서 마이어트 아비스의 감독 하에 "Forever"의 공식 뮤직 비디오를 촬영했다. 데이브 버크너는 복귀해 괜찮은 모습으로 비디오에 출연했다. 2007년 6월 15일에 이 비디오는 AOL에 공식적으로 데뷔했다.
2008년 1월 28일에 자코비는 파파로치의 마이스페이스에 드러머 데이브 버크너가 파파로치를 떠나기로 했다고 알렸다. 그는 데이브가 그의 삶을 찾기 위해 노력하고 있다고 말했다. 자코비는 또한 파파로치는 다음 앨범을 준비하기 위해 패러모어 맨션으로 돌아갈 것이라고도 이야기했다.

### Metamorphosis및 현재까지
2008년 1월의 인터뷰에서 자코비 샤딕스는 새로운 앨범을 작업 중이라고 밝혔다. 이 앨범은 Days of War, Nights of Love라고 명명될 예정이었지만, 몇 가지 이유로 Metamorphosis가 되었다. 앨범의 발매일은 원래 2008년 8월 26일로 예정되었었지만, 순회 공연 도중에 이 예정은 2009년 3월 24일로 변경되었다. 먼저 발매된 싱글은 Hollywood Whore, Lifeline 이라고 이름붙여졌다. 10월 26일에는 Hollywood Whore의 뮤직 비디오가 촬영되었다.
이들은 2008년 4월에 Cruefest 순회 공연에 참가할 것을 결정했고 7월부터 8월까지 순회 공연을 진행했다. 2009년에는 니켈백의 다크 호스 투어에 참여할 예정이다.

### The Connection
2012년 9월6일 새 앨범의 타이틀곡인 'Still Swingin'을 유튜브에 공개했다.이 곡은 초반에 랩이 들어가 있어 마치 초기의 파파로치같은 느낌도 주는 곡이었다
하지만 이곡을 발표한 이후, 예고편을 2편을 업로드하였는데,그 중 2편에는 자코비의 목 부상에 대한 영상이 있었다. 자코비의 목부상은 다행히도 무사히 완치되었다고 한다.
이어서 2012년 10월 새 앨범'The Connection'을 발표했다. 하드락@얼터너티브 메탈이라는 주제로 발표한 이앨범의 어느때와 마찬가지로 소수의 발라드곡과 그 이외의 곡들로 구성되어있었다.

## 음악 스타일
그들의 처음 두 개 앨범인 Old Friends from Young Years(1997년)와 Infest(2000년)에서는, 파파로치는 뉴 메탈과 랩코어가 합쳐진 경향을 보였다. Lovehatetragedy(2002년)부터 그들은 랩을 뺀 사운드로 얼터너티브 록 쪽으로 옮겨갔다. ("She Loves Me Not"이나, 블랙 아이드 피스와 함께 부른 "Anxiety"는 제외)
리더인 자코비 샤딕스는 달라스 뮤직 가이드와의 인터뷰에서 더 이상 그들이 음악에서 랩을 하지 않는 것에 대해서 이렇게 말했다. "랩핑은 이제 갔어요! 난 랩을 별로 하고 싶지 않아요. 난 단지...단지 락커가 되고 싶어요. 그건 내가 어렸을 때부터 원했던 거예요."("...the rapping's gone! I don't feel like rapping. I'm just over that...I just want to be a rocker. It's what I wanted to be when I was a kid.")
샤딕스는 최근의 인터뷰에서는 이렇게 말했다. "우린 메탈, 하드코어, 펑크 록과 팝 뮤직 사이에서 줄타기를 하려고 노력하는 밴드고, 우린 곡을 멋지게 만들기 위해 할 수 있는 최선은 다 할 겁니다."("We’re a band that tries to walk that line between metal, hardcore, punk rock and pop music, and we do our best at trying to make it all tasteful.")
놀랍게도 그들의 최신 앨범인 The Paramour Sessions의 곡 "...To Be Loved"에서는 곡의 초반과 후반 부분을 랩으로 채워, 예전의 뉴 메탈의 사운드가 약간 보인다. 이 곡은 또한 "난 하드코어 레벨로 돌아가"(I'm taking it back to a hardcore level)라고 하는, 뉴 메탈로 돌아간다는 뜻으로 생각되는 구절을 포함하고 있다. "Roses on My Grave"는 오케스트라 악기를 포함한 유일한 곡으로, The Paramour Sessions의 다른 곡들과는 사뭇 다른 느낌을 준다.

## 구성원

### 현재
- 자코비 샤딕스 – 보컬
- 제리 호튼 – 기타
- 토빈 에스프런스 – 베이스 기타
- 토니 팔레르모 - 드럼

### 이전
- 데이브 버크너 - 드럼, 1993년~2008년까지 1994년의 Potatoes for Christmas를 제외한 모든 공식 앨범에 참여. harddriveradio.com에 따르면 버크너는 그의 최근의 이혼에 따른 재산 문제 때문에 밴드를 떠났다.
- 앤드류 새털리 – 트롬본, 1993년에 밴드가 포메이션을 짜던 시기에 제리 호튼으로 교체됨.
- 윌 제임스 – 바순, 밴드의 첫 앨범인 Potatoes for Christmas에 참여.
- 리안 브라운 – 드럼, Potatoes for Christmas의 녹음 당시 시애틀에서 미술 공부를 하던 데이브 버크너를 대신해 참여.
- 마이크 도허티 - 기타, 2002년 Lovehatetragedy 투어 동안에 세컨드 기타리스트로 활동.

## 음악들
| 연도   | 앨범                                     | 빌보드 차트 | 영국 앨범 차트 | 레이블           | 미국 판매량 |
| ------ | ---------------------------------------- | ----------- | -------------- | ---------------- | ----------- |
| 1994년 | Potatoes for Christmas                   |             |                | 자체 발매        |             |
| 1995년 | Caca Bonita                              |             |                | 오니언 하드코어  |             |
| 1997년 | Old Friends from Young Years             |             |                | 오니언 하드코어  |             |
| 1998년 | 5 Tracks Deep                            |             |                | 오니언 하드코어  |             |
| 1999년 | Let 'Em Know                             |             |                | 오니언 하드코어  |             |
| 1999년 | Warner Bros. demo                        |             |                | 미발매           |             |
| 2000년 | Infest                                   | #5          | #9             | 드림웍스 레코드  | 3x Platinum |
| 2002년 | Lovehatetragedy                          | #2          | #4             | 드림웍스 레코드  | Gold        |
| 2004년 | Getting Away with Murder                 | #17         | #30            | 게펜 레코드      | Platinum    |
| 2004년 | The Rolling Stone Live EP                |             |                | 게펜 레코드      | -           |
| 2006년 | The Paramour Sessions                    | #16         | #61            | 게펜 레코드      | 400,000+    |
| 2007년 | Live Session EP                          |             |                | 게펜 레코드      | -           |
| 2009년 | "Metamorphosis"                          | #8          | #42            | 인터스코프/DGC   | -           |
| 2009년 | "Naked and Fearless: Acoustic EP"        |             |                | 인터스코프/DGC   | -           |
| 2010년 | "...To Be Loved: The Best of Papa Roach" | #83         |                | 게펜 레코드      | -           |
| 2010년 | "Time for Annihilation"                  | #23         | #71            | 일레븐 세븐 뮤직 | -           |
| 2012년 | "The Connection"                         | #17         | #37            | 일레븐 세븐 뮤직 | -           |
| 2015년 | "F.E.A.R."                               | #15         | #13            | 일레븐 세븐 뮤직 | -           |
| 2017년 | "Crooked Teeth"                          | #20         | #20            | 일레븐 세븐 뮤직 | -           |
| 2019년 | "Who Do You Trust?"                      | #73         | #36            | 일레븐 세븐 뮤직 | -           |

## 비디오
- Papa Roach: Live & Murderous In Chicago (2005년)

## 참조
1. ↑  “Papa Roach”. 2011년 6월 13일에 원본 문서에서 보존된 문서. 2008년 2월 7일에 확인함.
2. ↑  “Papa does preach”. 2008년 2월 22일에 원본 문서에서 보존된 문서. 2008년 2월 7일에 확인함.
3. ↑  “Vitamin Records”. 2008년 11월 19일에 원본 문서에서 보존된 문서. 2008년 2월 7일에 확인함.
4. ↑  Update from Jacoby... : For yall that don't know we had to split with dave our drummer. It was one of the hardest things we have ever had to do. He's taking this time to get his life together. We are still friends and still tank on a regular basis. The road is a hard place to live and if you are falling apart it will destroy you. He will be missed. But on the other hand life must go on and if you know anything about P Roach adversity is fuel for the flame.
5. ↑  “보관된 사본”. 2006년 4월 26일에 원본 문서에서 보존된 문서. 2008년 2월 7일에 확인함.
6. ↑  “Papa Roach : Biography”. 2010년 3월 9일에 원본 문서에서 보존된 문서. 2008년 2월 7일에 확인함.